# Acanthetaxalus bostrychoides
Acanthetaxalus bostrychoides là một loài bọ cánh cứng trong họ Cerambycidae.